# Mia Allan
Mia Allan (* 14. November 2010) ist eine US-amerikanische Kinderdarstellerin.

## Leben
Mia Allan gab ihr Debüt als Baby-Schauspielerin im Jahr 2011 in der vierten Staffel der US-amerikanischen Fernsehserie Sons of Anarchy. Von 2012 bis 2015 spielte sie Nora Braverman in der US-amerikanischen Dramedy-Fernsehserie Parenthood. Im Jahr 2015 war sie neben Susan Sarandon und Kelli Garner als dreijährige Marilyn Monroe unter deren Tauf- bzw. Geburtsnamen Norma Jeane in der zweiteiligen Biografie The Secret Life of Marilyn Monroe zu sehen. Ebenfalls 2015 war sie in der US-amerikanischen Filmkomödie How We Live neben Chris Klein, Lindsay Price und Sam Huntington als Leila Harris zu sehen. Zudem spielt sie Anna Solano in der US-Serie Jane the Virgin. Ihre Rollen teilt sie sich zumeist aufgrund der amerikanischen Gesetze zur Arbeitszeitbegrenzung bei Kindern mit ihrer Zwillingsschwester Ella.

## Filmografie (Auswahl)
- 2011: Sons of Anarchy (Fernsehserie, 8 Episoden)
- 2012–2015: Parenthood (Fernsehserie, 38 Episoden)
- 2015: The Secret Life of Marilyn Monroe (Mini-Fernsehserie, 2 Episoden)
- 2015: How We Live (Fernsehfilm)
- 2017: Jane the Virgin (Fernsehserie, 20 Episoden)
- 2017: Raised by Wolves
- 2018: Young Sheldon (Fernsehserie, Episode 1x17)
- 2018–2020: Single Parents (Fernsehserie, 45 Episoden)
- 2021: Weihnachten bei den echten Louds (A Loud House Christmas, Fernsehfilm)
- 2022–2024: Willkommen bei den echten Louds (The Really Loud House, Fernsehserie)
- 2023: Halloween bei den echten Louds (Fernsehfilm)